# Limenitis arizonensis
Limenitis arizonensis är en fjärilsart som beskrevs av Edwards 1882. Limenitis arizonensis ingår i släktet Limenitis och familjen praktfjärilar. Inga underarter finns listade i Catalogue of Life.